# Рыбацкая волость
Рыба́цкая во́лость — одна из 17 волостей Петроградского (до 1914 года Санкт-Петербургского) уезда одноимённой губернии. Располагалась к югу от города, вдоль левого берега Невы между Московской волостью ниже и Усть-Ижорской волостью выше по течению реки. На противоположном, правом берегу Невы, располагалась Новосаратовская волость, связанная с Рыбацкой волостью перевозами по реке.
Административный центр — село Рыбацкое.
По данным на 1890 год крестьянские наделы в волости составляли 2639 десятин. В 4 селениях волости насчитывалось 419 дворов, в которых проживало 3330 душ обоего пола, в том числе 1592 мужчины и 1738 женщин. Число некрестьянских дворов в волости — более 200.
Из земского станового деления уезда волость была выведена и поставлена в прямую подведомственность городского полицейского управления.

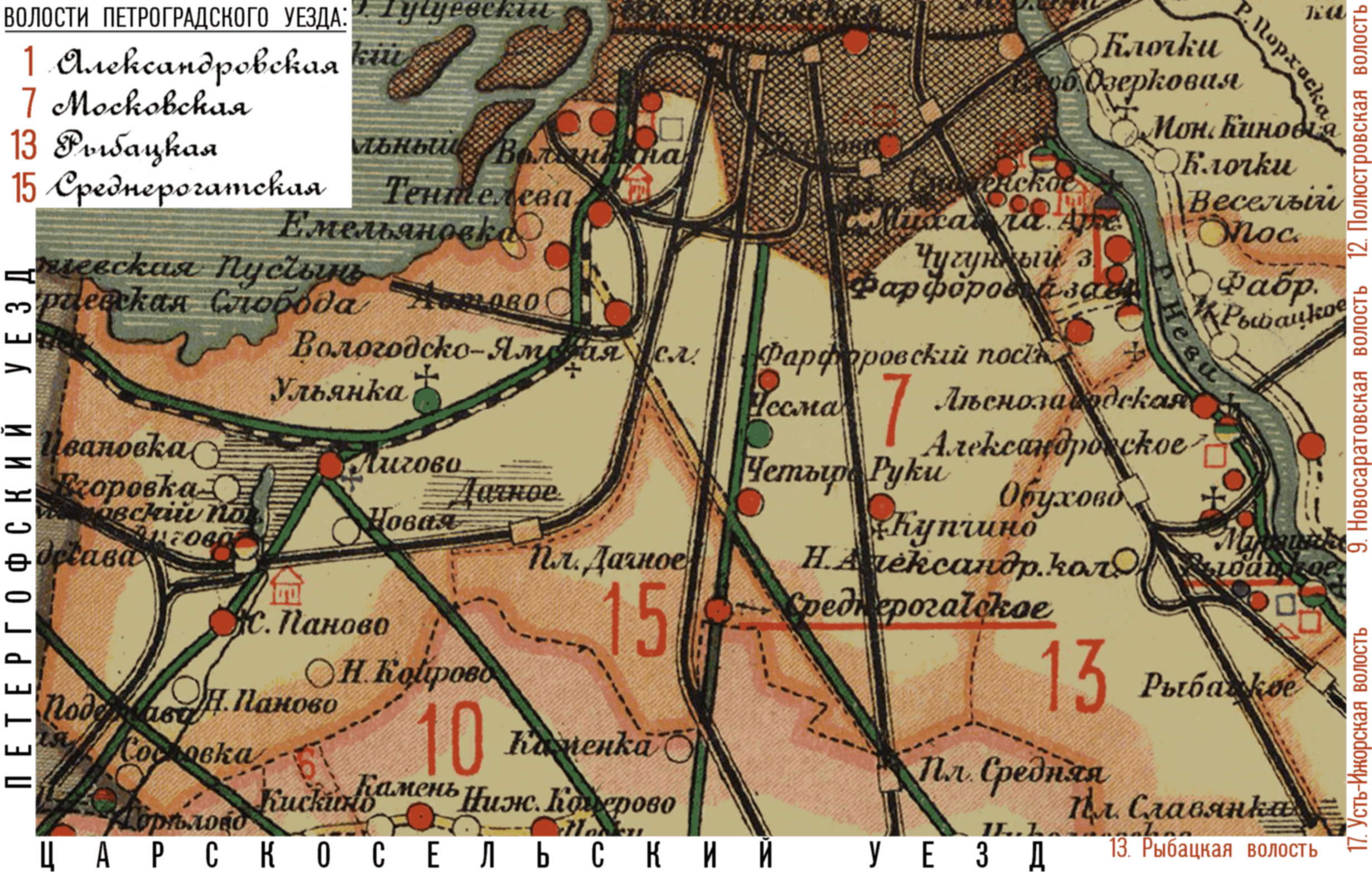
Рыбацкая волость (№13) на карте Петроградского уезда (1916)